# Friedrich Ferdinand von Dalberg
Friedrich Ferdinand von Dalberg (* 9. Dezember 1822 in Wien; † 19. September 1908 in Schloss Datschitz), mit vollem Namen Friedrich Ferdinand Franz Eckbrecht (oder auch: Egbert), war Freiherr, gehörte zur adeligen Familie von Dalberg und war Mitglied im österreichischen Herrenhaus.

## Herkunft und Ausbildung
Friedrich Ferdinand war der Sohn von Karl Anton von Dalberg (* 3. Mai 1792; † 20. März 1859) und dessen Frau, Maria Karoline Charlotte (* 28. Januar 1791; † 1867) Sturmfeder von Oppenweiler-Stkrod. Er war das einzige Kind aus der Ehe und damit 1859, nach dem Tod seines Vaters, dessen Universalerbe.
Die Eltern lenkten früh das Interesse ihres Sohnes auf die Natur. Er studierte Rechtswissenschaften an der Universität Würzburg.

## Familie
Friedrich Ferdinand heiratete am 13. Juni 1846 Kunigunde von Vittinghoff-Schell zu Schellenberg (* 1. März 1827; † 29. Mai 1892 in Wien). Aus der Ehe gingen eine Reihe gemeinsamer Kinder hervor:
1. Ludwiga Frederike Karoline Maria (* 30. April 1847; † 31. Dezember 1918) heiratete am 23. Januar 1873 in Wien Heinrich Horneck von Weinheim (* 26. Februar 1843 in Bamberg; † 27. Mai 1896 in Bayreuth), einen Offizier, Gutsbesitzer und Reichstagsabgeordneten.[7]
2. Karl Heribert zu Friesenhausen-Maleschau (* 15. April 1849; † 8. September 1920) heiratete am 15. November 1873 Gabriele, Tochter des Grafen Ferdinand und der Gräfin Rosa von Spiegel-Diesenberg-Hanxleden (* 15. November 1854; † 6. Februar 1936).
3. Karoline Ludovika (* 9. Mai 1851; † 15. Dezember 1929[Anm. 4]) heiratete am 29. September 1879 Eberhard Graf von Degenfeld-Schonburg (* 22. April 1844[8]; † 21. Mai 1899).
4. Marie (* 20. September 1856; † 22. Juli 1925) heiratete am 2. Juli 1877 Kurt Graf von Spiegel-Diesenberg-Hanxleden († 1. Januar 1916). Die Ehe wurde 1910 geschieden.
5. Helene (* 3. Dezember 1857; † 16. März 1924) war Stiftsdame in Brünn und blieb unverheiratet.[9]
6. Sophie (* 30. Mai 1861; † 24. Oktober 1937), blieb unverheiratet.[10]
7. Friedrich X. von Dalberg, Herr zu Datschitz (* 29. Januar 1863; † 9. März 1914) heiratete am 26. April 1904 Karoline (* 9. Januar 1874, † 13. November 1935), Tochter von Anton von Raab, und Maria Ludovika von Bernhausen[11].
8. Theresia Maria (* 16. Juni 1866; † 23. Mai 1893 in Wien), unverheiratet und chronisch krank.[12] Sie verfasste religiös gestimmte Gedichte.[13]

Die Familie lebte abwechselnd auf Schloss Datschitz und in einer Mietwohnung im Palais Kaiserstein in Wien.

## Wirken
Friedrich Ferdinand war Herr zu Datschitz, Sukdoll, Maleschau, Wallhausen, Friesenhausen, Rodenbach und Erlasee. 1852 erhielt er den Titel eines Kaiserlichen und königlichen Kämmerers.
Seit 1881 nahm er einen Sitz im Herrenhaus des Österreichischen Reichsrates ein, der 1907 in einen erblichen Sitz umgewandelt wurde.
Friedrich Ferdinand war als Naturwissenschaftler anerkannt, vor allem auf dem Gebiet der Ornithologie. Er war Mitglied der Zoologisch-Botanischen Gesellschaft Wien und veröffentlichte Beiträge in Fachzeitschriften. Er hatte eine ornithologische Sammlung, die nach seinem Tod an das Stadtmuseum Iglau gelangte, eine mineralogische Sammlung und eine Schmetterlingssammlung. Die beiden letzteren verblieben in Datschitz.
Die letzten vier Lebensjahre war er aufgrund einer Augenkrankheit blind.
Bestattet wurde er an der Seite seiner vorverstorbenen Frau auf dem alten Friedhof von Datschitz.

### Werke
- Die Wachholderdrossel als Standvogel in Mähren. In: Verhandlungen der k. u. k. Zoologisch-Botanischen Gesellschaft in Wien (1874).
- Beiträge zur ornithologischen Fauna Mährens. In: Verhandlungen der k. u. k. Zoologisch-Botanischen Gesellschaft in Wien (1875).